# Oculicosa
Oculicosa supermirabilis es una especie de araña araneomorfa de la familia Lycosidae. Es el único miembro del género monotípico Oculicosa. Es originaria de Kazajistán.